# Aphaniosoma bicarinatum
Aphaniosoma bicarinatum är en tvåvingeart som beskrevs av Ebejer 1998. Aphaniosoma bicarinatum ingår i släktet Aphaniosoma och familjen gulflugor. Inga underarter finns listade i Catalogue of Life.